# Bürgerschule
Bürgerschule (borgerskole) var en skoleform i de tyske områder, der forberedte eleverne til de praktiske erhverv inden for handel og håndværk. Skolerne var oprindeligt skoler afset til byernes borgerskab, ligesom rytterakademiet (latin collegium illustre, tysk Ritterakademie) for adelen, latinskolen for præsteskabet og folkskolen for almuen.
I middelalderen og under reformationstiden havde man søgt at tilgodese borgerskabets uddannelsesbehov gennem "skrive- og regneskoler". Benævnelsen "borgerskole" synes at være kommet i brug gennem den berømte pietist og pædagog August Hermann Francke (1663–1727).
| Skole | Spire Denne artikel om en skole, en uddannelsesinstitution eller uddannelse er en spire som bør udbygges. Du er velkommen til at hjælpe Wikipedia ved at udvide den. |